# Campeonato Alemán de Fútbol 1909
El Campeonato Alemán de Fútbol 1909 fue la séptima edición de dicho torneo. Participaron 8 equipos campeones de las ligas regionales de fútbol del Imperio alemán.

## Fase final

### Cuartos de final
| 1. FC Mönchengladbach | 0 – 5 | FC Phönix Karlsruhe |

| Altonaer FC 93 | 4 – 2 | Tasmania Berlin |

| VfB Königsberg | 1 – 12 | BFC Viktoria 1889 |

| SC Erfurt 95 | 4 – 3 t.s. | SC Alemannia Cottbus |

### Semifinales
| BFC Viktoria 1889 | 7 – 0 | Altonaer FC 93 |

| FC Phönix Karlsruhe | 9 – 1 | SC Erfurt 95 |

### Final
| FC Phönix Karlsruhe | 4 – 2 | BFC Viktoria 1889 |

|                                        |
| Campeón FC Phönix Karlsruhe 1.o título |